# Micromeria glomerata
Vous lisez un « bon article » labellisé en 2015.
Satureja anagae · Tomillo de risco, tomillo de Taganana
Espèce
Statut de conservation UICN

 CR  : 
En danger critique
Micromeria glomerata, localement nommée tomillo de risco, ou encore tomillo de Taganana, est une espèce de plantes à fleurs chaméphyte ligneuse, appartenant à la famille des Lamiaceae. Décrite en 1974 par Pedro Luis Pérez de Paz, elle est endémique du nord-est de l'île de Tenerife, l'une des îles Canaries. Elle pousse dans la zone protégée du parc rural d'Anaga, appartenant au massif d'Anaga. Cette plante médicinale et aromatique, donnant des fleurs dans les tons rose-pourpre, pousse à faible altitude dans les fissures des pentes.
En raison de sa répartition très réduite et des menaces sur son habitat, elle est considérée comme en danger critique d'extinction. Quelques jardins botaniques participent à sa conservation, dont le Conservatoire botanique national de Brest depuis 2008.

## Description

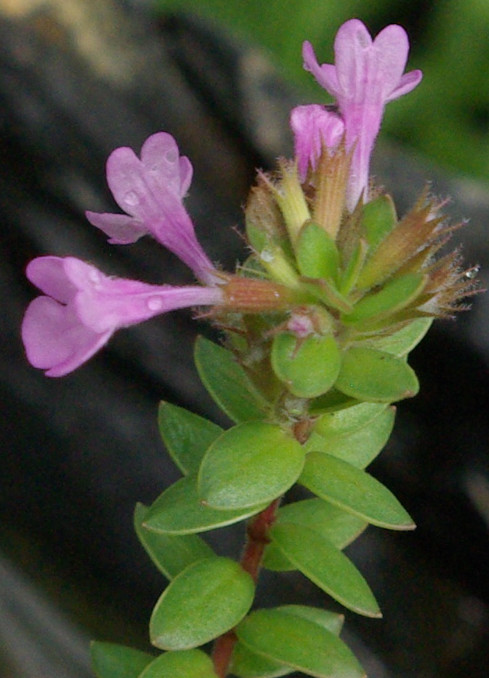
Fleurs et feuilles de Micromeria glomerata au sommet d'une tige.

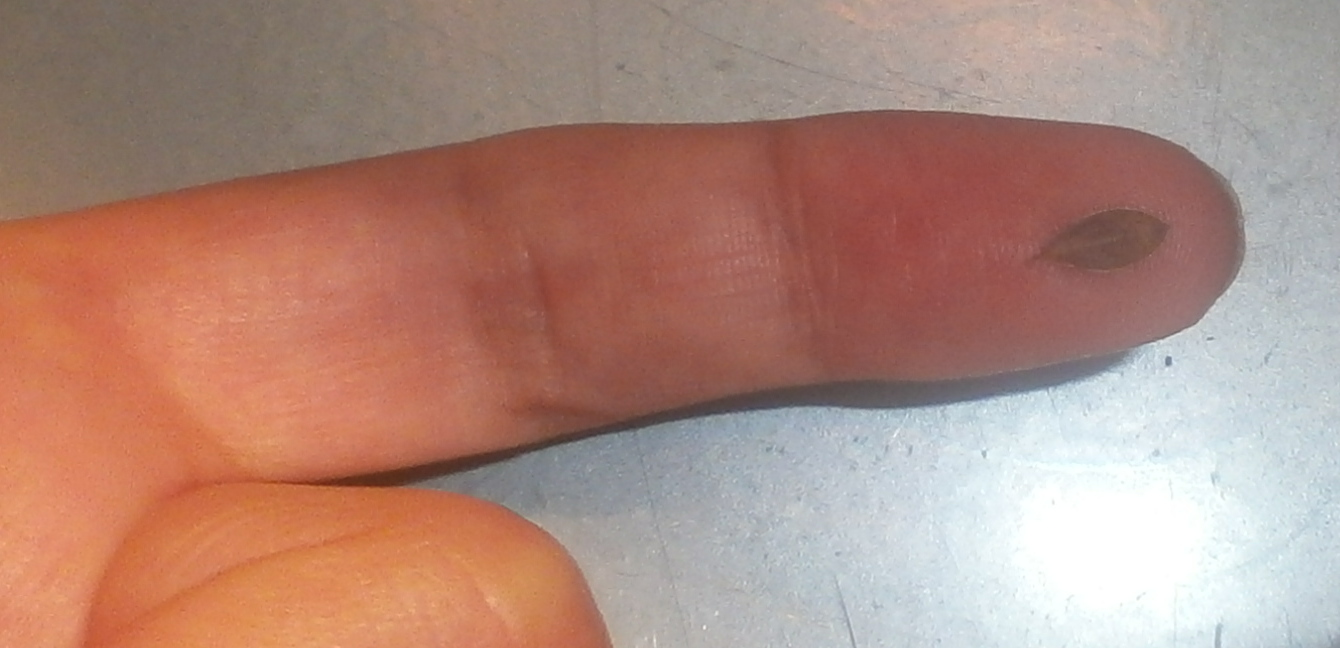
Taille comparée d'une feuille de M. glomerata avec un doigt humain féminin

### Appareil végétatif
Micromeria glomerata est une plante chaméphyte,. L'holotype, collecté le 27 mai 1972, est conservé localement dans l'herbier de l'université de La Laguna.
En fonction de son habitat, Micromeria glomerata produit de petites tiges ligneuses simples ou ramifiées, dressées ou ascendantes, montant de 10 à 40 cm du sol. Ces tiges sont flexibles et pubérulentes, avec des entre-nœuds très courts. L'écorce des plus âgées devient rouge. Les ramifications sont denses au sommet des tiges, elles-mêmes assez minces.
Les feuilles sont petites et plates (8 millimètres de long pour 6 millimètres de large), ovales ou lancéolées (en forme de fer de lance), sessiles ou peu pétiolées, nervomarginalisées, étroitement imbriquées et souvent teintées de rouge par les anthocyanes, en particulier lorsqu'elles sont fortement exposées au soleil, ces pigments ayant un rôle photoprotecteur : en absorbant les UV, ils réduisent la photoinhibition et la photo-oxydation, agissant en bouclier pour l'ADN et les composants cellulaires. Les feuilles sont légèrement tomenteuses sur la face inférieure, glabres et d'un vert brillant sur la face supérieure.

### Appareil reproducteur
Les fleurs mesurent environ 1 cm et sont de couleur rose-pourpre. Elles poussent groupées à l'extrémité des branches annuelles, liées à l'apex. 3 à 10 fleurs pédicellées poussent au sommet des tiges pédonculées. Les fleurs ont des bractées poilues linéaires-lancéolées mesurant de 2 à 6 mm de long.
Les spicastres, c'est-à-dire les inflorescences en épi de verticilles, forment un anneau qui cache complètement les feuilles,. Le calice tubulaire-cylindrique est légèrement évasé, doté de 13 à 15 côtes d'environ 8 mm de large, bilabié et à dents subulées, poilu à l'extérieur, glabre à l'intérieur et teinté de rouge. La corolle est à peu près deux fois plus longue que le calice, pourpre, velue dans la partie extérieure supérieure du tube et à l'extérieur des limbes. Les nucules sont oblongues.

## Évolution

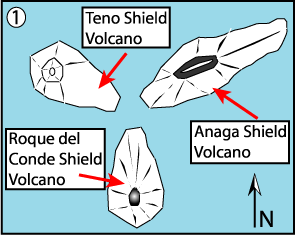
Les trois îles à l'origine de la formation de Tenerife : Micromeria glomerata s'est développée sur Anaga, la plus ancienne des trois.

Une étude phylogénétique des Micromeria a permis de démontrer que ce genre, bien que monophylétique, s'est divisé en deux sous-genres, l'un propre à l'Espagne et au Maroc, l'autre aux îles Canaries comprenant Tenerife. Le sous-genre des îles Canaries peut lui-même être divisé en trois grâce à l'analyse des cluster de gènes. Micromeria glomerata appartient au cluster des trois espèces présentes sur la paléo-île d'Anaga, avec Micromeria teneriffae et Micromeria rivas-martinezii. La diversification des Micromeria sur Tenerife s'explique par l'histoire géologique de l'île, jadis composée de trois îles qui se sont regroupées (Anaga, Adeje et Teno). Le cluster auquel appartient Micromeria glomerata est d'abord arrivé sur l'île d'Anaga, la plus ancienne, d'où il s'est diversifié. Cette histoire géologique mouvementée explique en grande partie le haut niveau d'endémisme des plantes observées sur Tenerife, y compris celui de Micromeria glomerata. Le temps séparant Micromeria glomerata du dernier ancêtre commun de son cluster est estimé à environ 8,4 millions d'années. L'âge de Micromeria glomerata peut donc être estimé à environ 2,7 millions d'années.
L'espèce est officiellement découverte le 8 février 1972 par Pedro Luis Pérez de Paz, pendant une randonnée. Il prélève des échantillons le 18 mars de la même année, et distingue la plante de Micromeria rivas-martinezii en raison de ses caractères morphologiques et de sa niche écologique. L'espèce est officiellement ajoutée au catalogue des espèces de Micromeria propres aux îles Canaries deux ans plus tard.
Le nom de Micromeria glomerata a été proposé par son découvreur, P. Pérez, en 1974. Elle porte aussi le nom local de Tomillo, parfois Tomillo de risco ou bien Tomillo de Taganana. En 1991, R.H. Willemse propose la description de ce qu'il pense être une nouvelle espèce, et lui attribue le nom Satureja anagae. Toutefois, il s'est avéré qu'il s'agissait de la même espèce que Micromeria glomerata P.Pérez. Le nom synonyme Satureja anagae est donc rejeté au profit de Micromeria glomerata P.Pérez.
La classification phylogénétique de cette espèce est en discussion (août 2015), en raison des découvertes récentes sur la diversification du genre Micromeria.

## Distribution et habitat

Localisation du parc rural d'Anaga et distribution théorique de l'espèce selon l'UICN.

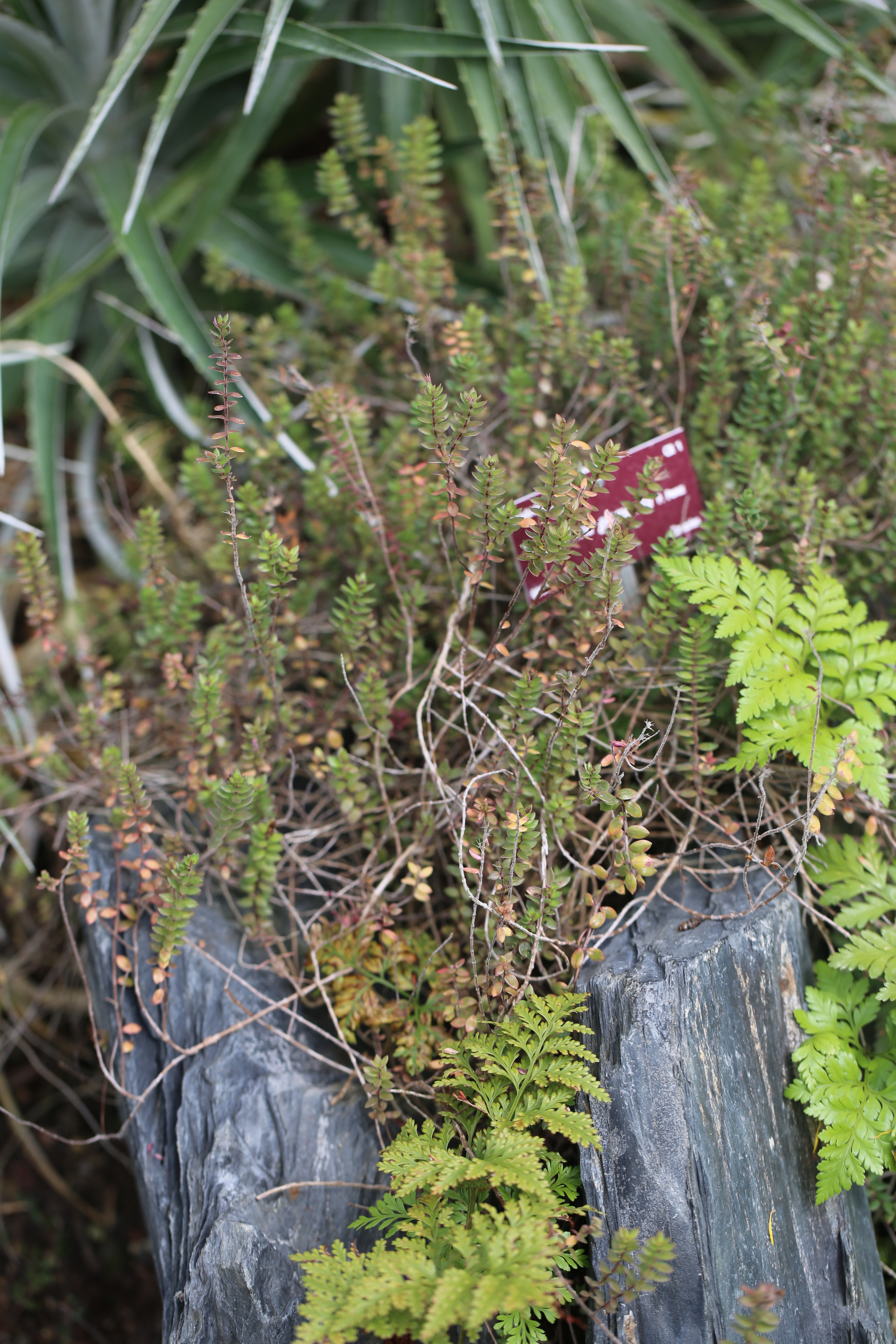
M. glomerata dans une reconstitution de son habitat naturel, une fente entre deux roches.

Micromeria glomerata est endémique de l'île de Tenerife, l'une des îles Canaries en Espagne. Elle pousse à une altitude de 300 à 485 m dans la zone protégée du parc rural d'Anaga, au nord-est de l'île, dans le massif d'Anaga près de Taganana (es),. La population totale (2004) est de 494 individus, avec une tendance à l'augmentation. L'une des sous-populations endémiques compte 460 individus, la seconde en compte moins de 30.
Plante saxicole, elle pousse sur des roches phonolitiques escarpées, dans des fissures sur des pentes raides, exposées au nord et au nord-ouest. Il existe deux sous-populations, dont la plus vaste couvre une zone d'occupation estimée à 2 km2. Au total, cette aire de répartition couvre 6 500 m2.

## Biologie
La floraison intervient au printemps (en mai et en juin) et la fructification en été (juillet-août). Les fleurs, plutôt voyantes, ne sont pas connues pour dépendre de pollinisateurs spécifiques. Pendant la dispersion, les graines émergent du calice asséché et s'envolent. Micromeria glomerata perd partiellement ses feuilles en été, celles qui restent prennent une coloration rougeâtre persistante très caractéristique.

## Menaces et protection

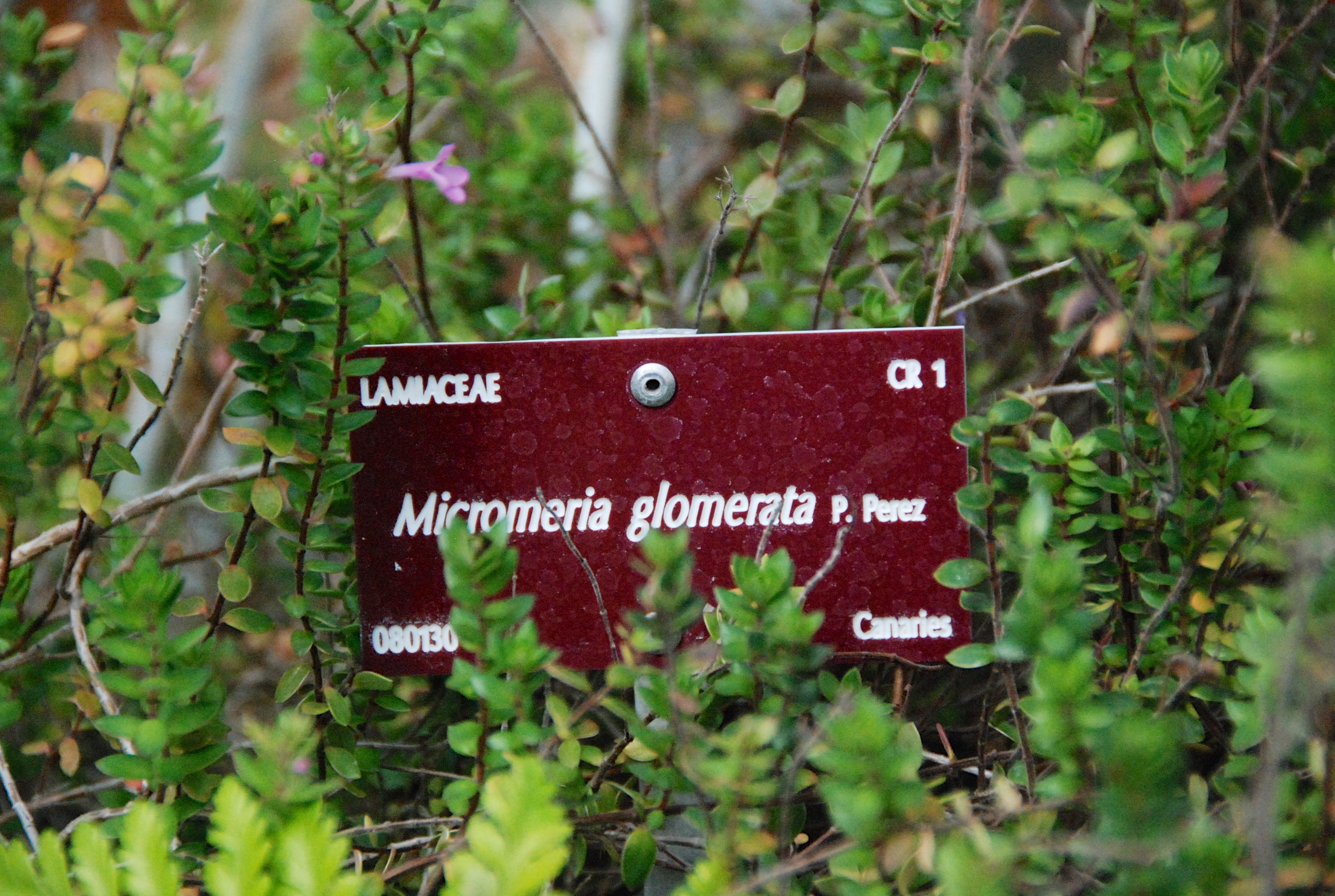
Étiquetage de l’espèce au Conservatoire botanique national de Brest.

Au sein du genre Micromeria, Micromeria glomerata est l'une des deux espèces listées en danger critique d'extinction par l'IUCN, avec Micromeria rivas-martinezii. L'érosion de sa paléo-île originelle a probablement diminué la niche écologique disponible au fil du temps. En 1996, les spécimens recensés sont menacés par les activités humaines (chasse, pastoralisme…), qui limitent leur expansion. Une propagation de l'espèce dans les jardins botaniques est proposée pour assurer sa conservation. En 2010, les efforts s'orientent sur le stockage dans une banque de gènes et l'élimination des traces de pastoralisme dans la région d'Anaga.
Le rapport 2013 de l'IUCN note que ses sites de présence sont parfois inaccessibles. La prédation par les lapins et les chèvres peut limiter l'expansion. Des phénomènes d'hybridation avec Micromeria varia ont été reportés comme une menace pour cette espèce, mais cela se produit rarement. Ce phénomène est probablement lié à la distance génétique courte entre ces deux espèces.
Cette espèce est cultivée dans les serres tropicales no 2 correspondant au climat îles océaniques subtropicales du Conservatoire botanique national de Brest depuis 2008, à la suite de la mission de M. Yves Brien sur les îles Canaries. Elle est présente dans moins de 6 jardins dans le monde.

## Utilisations
Cette plante possède un intérêt commercial comme ornement pour les bordures rocailleuses, et pour ses qualités culinaires comme plante aromatique. Il est possible que son emploi comme plante médicinale ait contribué à la raréfier, bien que cela soit plus incertain que pour Micromeria rivas-martinezii.